# Doutor Maurício Cardoso
Doutor Maurício Cardoso là một đô thị thuộc bang Rio Grande do Sul, Brasil. Đô thị này có diện tích 256,323 km², dân số năm 2007 là 5494 người, mật độ 21,43 người/km².